# Чагона
Чагона (словен. Čagona) је насељено место у општини Церквењак, Подравска регија, Словенија.

## Историја
До територијалне реорганизације у Словенији била је у саставу старе општине Ленарт.

## Становништво
У попису становништва из 2011. године, Чагона је имала 275 становника.
| Број становника према пописима | Број становника према пописима | Број становника према пописима |
| ------------------------------ | ------------------------------ | ------------------------------ |
| 1991                           | 2002                           | 2011                           |
| 269                            | 237                            | 275                            |

## Галерија
- засеок Хрчки Врх
- засеок Кремперк
- аеродромски торањ
- долазна писта на аеродрому